# Christian Medical College

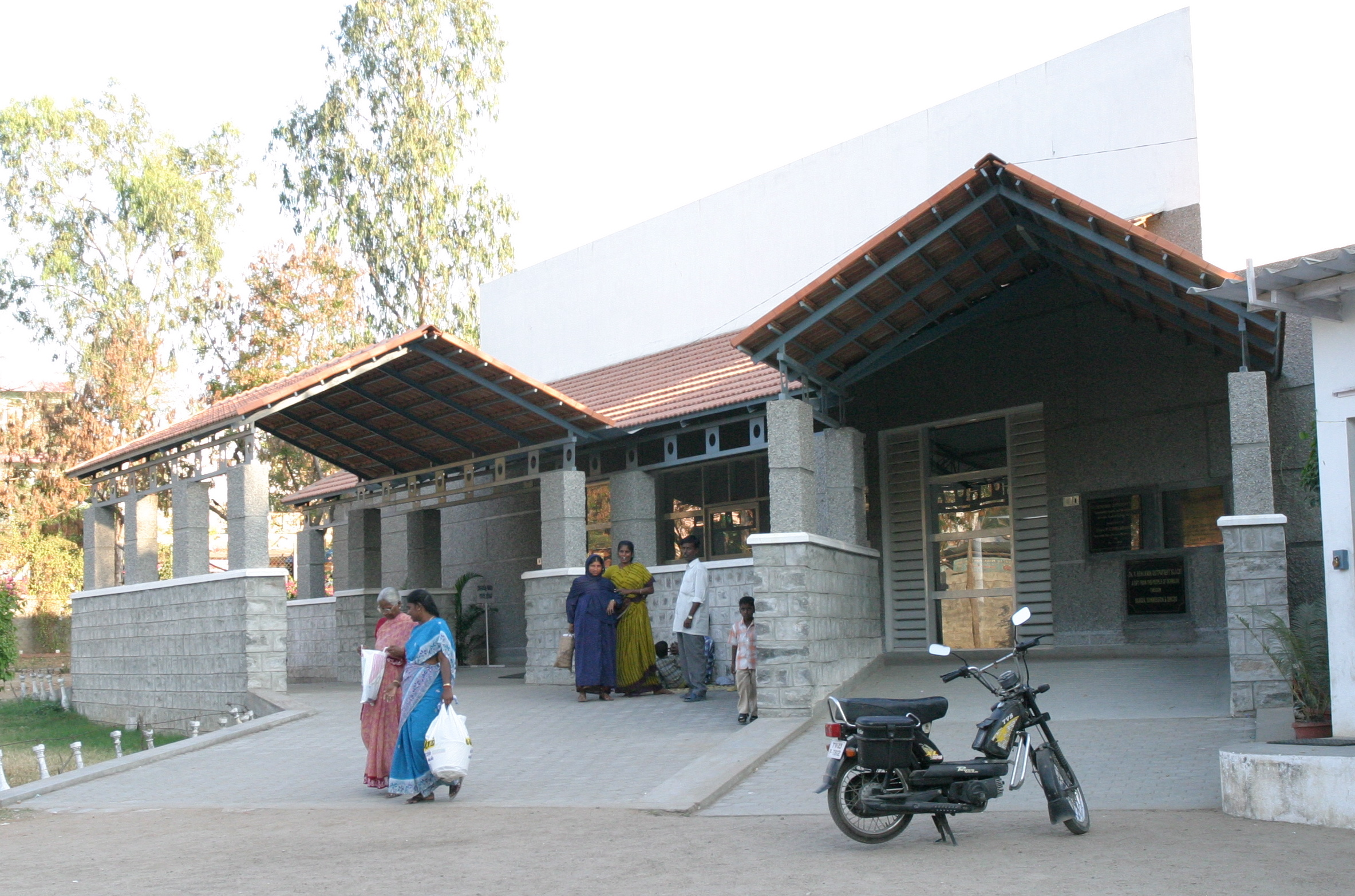
Huvudingången till CMC CHAD (community health and development) som är CMC:s primärvårdsenhet för landsbygden

Christian Medical College & Hospital, Vellore eller CMC är ett sjukhus i Indien. Sjukhuset grundades av Ida S. Scudder 1900 som en enbäddsklinik men har vuxit och är ett av de större sjukhusen i landet. CMC ligger i Vellore i Tamil Nadu i södra Indien.